# Salomon Bernstein
Pour les articles homonymes, voir Bernstein.
Salomon Bernstein, né le 11 février 1886 à Ouzda dans l'actuelle Biélorussie et mort en 1968 à Holon (Israël), est un peintre paysagiste français d'origine russe.

## Biographie
Élève de Jules Lefebvre, de Tony Robert-Fleury, de François Flameng et de Adolphe Déchenaud, membre de la Société des artistes français, il expose en 1928 au Salon d'automne une Vue de Jérusalem et les toiles Jours gris et Vieille ville de Jérusalem et se fait remarquer en exposant en 1929 des paysages d'Égypte et de la Palestine à la Galerie Bernheim-Jeune.